# Anoplagonus
Anoplagonus – rodzaj morskich ryb skorpenokształtnych z rodziny lisicowatych.

## Klasyfikacja
Gatunki zaliczane do tego rodzaju:
- Anoplagonus inermis
- Anoplagonus occidentalis